# Ambonembia incae
Ambonembia incae är en insektsart som beskrevs av Ross 2001. Ambonembia incae ingår i släktet Ambonembia och familjen Archembiidae. Inga underarter finns listade i Catalogue of Life.